# LG Optimus Vu II
LG Optimus Vu II (также известный как LG Vu 2 в Южной Корее) — гибрид Android-смартфона и планшетного компьютера («фаблет»), выпущенный в сентябре 2012 года и известный своим размером экрана 5,0 дюймов, что находится между обычными смартфонами и большими планшетами. Он оснащен двухъядерным процессором Krait с тактовой частотой 1,5 ГГц и графическим процессором Adreno 225 и работает под управлением Android 4.0.4 Ice Cream Sandwich, который можно обновить до Android 4.4.2 KitKat.

## Смотрите также
- LG Optimus Vu
- LG Vu 3
- LG Electronics